# La La Anthony
Alani "La La" Anthony, cujo nome de nascimento é Alani Vasquez, é uma atriz e personalidade de rádio e televisão estadunidense.
No início de 2000, Alani ganhou destaque como uma VJ da MTV no Total Request Live. Alani atualmente pode ser vista na série de drama "Power", do canal de televisão Starz, com produção executiva de 50 Cent e estrelado por Omari Hardwick e Naturi Naughton.
Em 2004, La La ficou noiva de jogador de basquete Carmelo Anthony e eles se casaram em 10 de Julho de 2010 em Nova Iorque, cuja cerimônia tinha a presença de de 320 convidados. A cerimônia foi filmado pela VH1 e exibido como parte de um reality show sobre o casal. Kiyan Carmelo Anthony, filho do casal nasceu no dia 7 de março de 2007.

## Ligação externa
- La La Anthony. no IMDb.